# Forza di occupazione del Commonwealth britannico

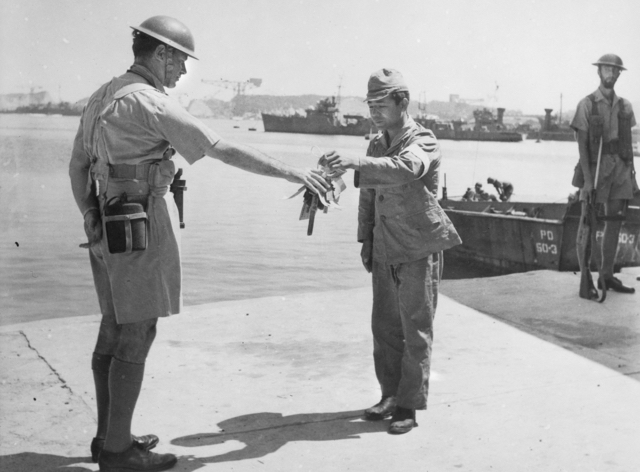
30 agosto 1945. Base navale di Yokosuka, Baia di Tokyo. Il comandante Yuzo Tanno porge le chiavi della base navale di Yokosuka al capitano H. J. Buchanan, della Reale Marina australiana. Buchanan guidava la prima squadra del Commonwealth britannico a sbarcare in Giappone.

Forza di occupazione del Commonwealth britannico (in inglese British Commonwealth Occupation Force, BCOF) era il nome delle forze militari congiunte canadesi, australiane, britanniche, indiane e neozelandesi nel Giappone occupato, dal 21 febbraio 1946 fino alla fine dell'occupazione nel 1952. Al suo culmine, la BCOF comprendeva circa 40.000 persone, corrispondenti a quasi il 25% del totale del personale militare statunitense in Giappone.
Mentre le forze statunitensi erano responsabili del governo militare, la BCOF sovrintendeva alla smilitarizzazione e alla vendita delle industrie belliche giapponesi. La BCOF era responsabile anche dell'occupazione delle prefetture occidentali di Shimane, Yamaguchi, Tottori, Okayama, Hiroshima e dell'isola di Shikoku. Era sostenuta inoltre dal Servizio ausiliario femminile (Burma). Il quartier generale della BCOF era a Kure.
Per la maggior parte del periodo di occupazione, l'Australia fornì la maggioranza del personale della BCOF. La presenza iniziale della BCOF includeva la 34ª Brigata di Fanteria australiana, la 5ª Brigata di Fanteria britannica,  la 268ª Brigata indiana e la 2ª Forza di spedizione neozelandese. La posizione di ufficiale comandante fu sempre esercitata da Australiani: tenente generale John Northcott, dal febbraio al giugno 1946; tenente generale Horace Robertson, dal giugno 1946 al novembre 1951; e tenente generale William Bridgeford dal novembre 1951 sino alla fine dell'occupazione.

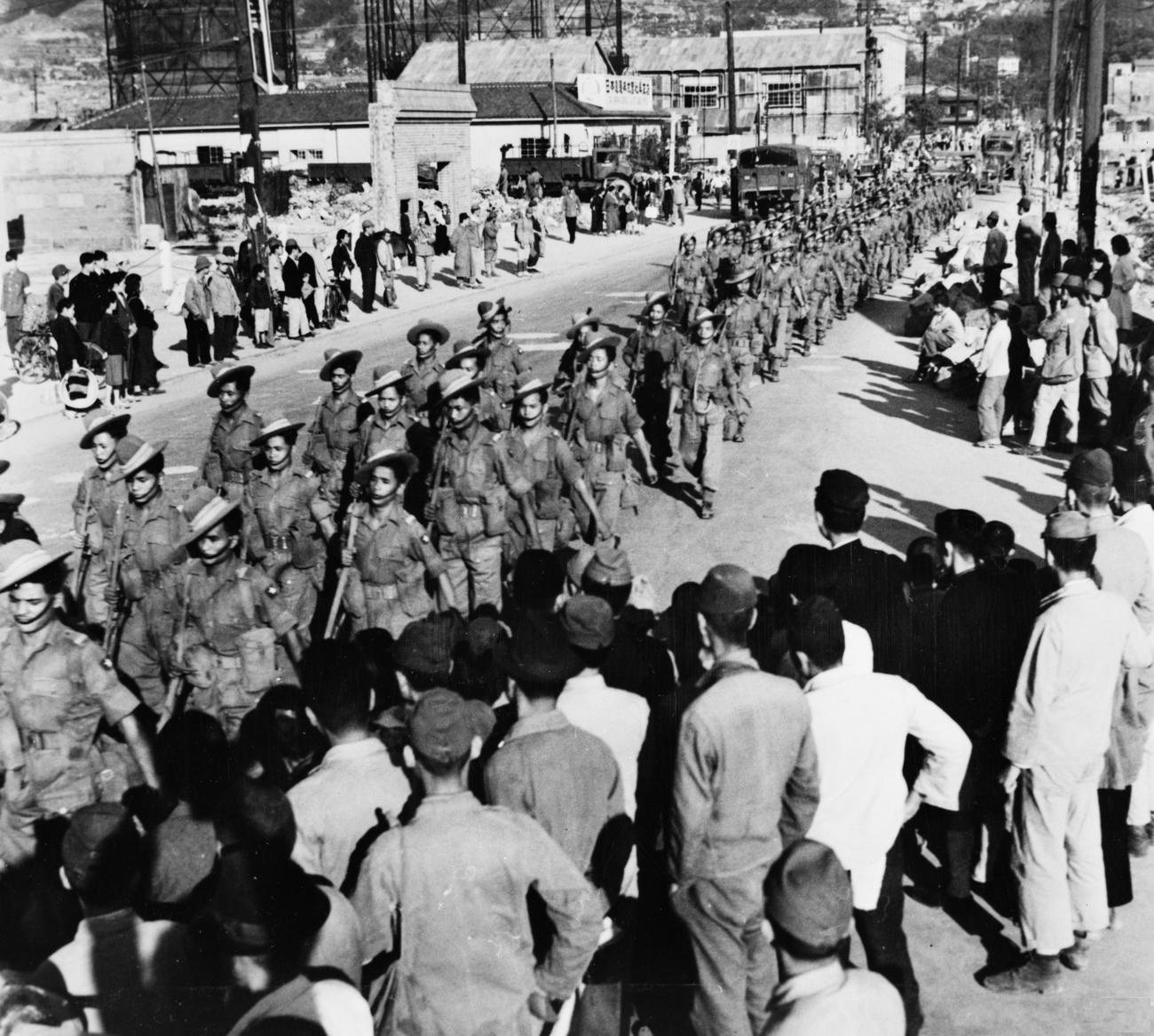
Maggio 1946. Il 2º Battaglione, 5º Fucilieri reali gurkha, mentre marcia attraverso Kure subito dopo il suo arrivo in Giappone.

La Flotta britannica del Pacifico fornì inizialmente la maggior parte delle forze navali. Il contingente aereo, noto come BCAIR, inizialmente comprendeva lo stormo da caccia N. 81 della Reale Aviazione australiana, che schierava P-51 Mustang, quattro squadroni di Spitfire (incluso il N. 11 e il N. 17 della Royal Air Force britannica e il N. 4 dell'Aviazione indiana), e lo squadrone N. 14 della Reale Aviazione neozelandese che schierava i caccia Chance Vought F4U Corsair.
Durante il 1947, la BCOF cominciò a ridurre la sua presenza in Giappone. Tuttavia, le sue basi fornirono posizioni di appoggio per le forze australiane e degli altri paesi del Commonwealth schierate nella Guerra di Corea, dal 1949 in poi. La BCOF fu smantellata effettivamente nel 1951, quando il controllo delle forze del Commonwealth in Giappone fu trasferito alla British Commonwealth Forces Korea.